# Zofia Pociłowska-Kann

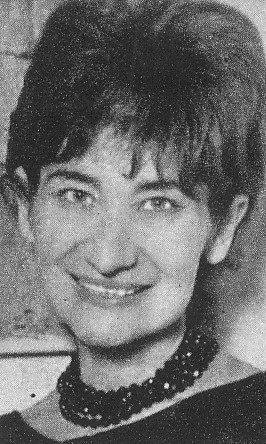
Zofia Pociłowska-Kann w latach 60.

Zofia Pociłowska-Kann (ur. 3 marca 1920 w Charkowie, zm. 8 maja 2019 w Warszawie) – polska rzeźbiarka, portrecistka, konserwatorka dzieł sztuki, poetka, członkini Związku Walki Zbrojnej, skazana przez Gestapo na karę śmierci, więźniarka Pawiaka i obozu koncentracyjnego Ravensbrück (numer obozowy 7925). 

## Życiorys

### Młodość
W młodości mieszkała w Warszawie, gdzie ukończyła gimnazjum, szkołę średnią i zdała maturę. Rozpoczęła studia na wydziale polonistyki Uniwersytetu Warszawskiego, lecz wybuch II wojny światowej uniemożliwił jej kontynuację nauki. Zdążyła zaliczyć pierwszy rok studiów.

### II wojna światowa
W styczniu 1940 roku wstąpiła do Związku Walki Zbrojnej. Początkowo była kurierką w stolicy. Następnie skierowano ją na wschodnie tereny Generalnej Guberni. Działalność konspiracyjną kontynuowała w Lublinie, Zamościu, Nakle i Siedlcach.
Była poszukiwana przez lubelskie Gestapo, którego oddział zatrzymał ją 19 marca 1941 roku na terenie warszawskiego Ursusa. Została przewieziona na Pawiak, następnie trafiła do więzienia Gestapo na zamku w Lublinie. Była brutalnie przesłuchiwana i bita. Za działalność w konspiracji skazano ją na karę śmierci.
Następnie podjęto decyzję o skierowaniu jej do obozu koncentracyjnego Ravensbrück, dokąd została wywieziona 23 września 1941 roku. Była więźniarką tego obozu do 1945 roku. Inne więźniarki relacjonowały, że w tym czasie, wbrew nieludzkim warunkom panującym w obozie, zajmowała się sztuką. Wykonała wtedy pierwsze w życiu rzeźby z trzonków szczoteczek do zębów, guzików i drewna. Swoje dzieła ofiarowywała w prezencie innym kobietom, przebywającym w obozie Ravensbrück.
W obozie napisała również tekst sztuki teatralnej pod tytułem Noc wigilijna (obraz symboliczny), które inne więźniarki odczytały z podziałem na role, w wigilijny wieczór 1942 roku.

### Po 1945 roku

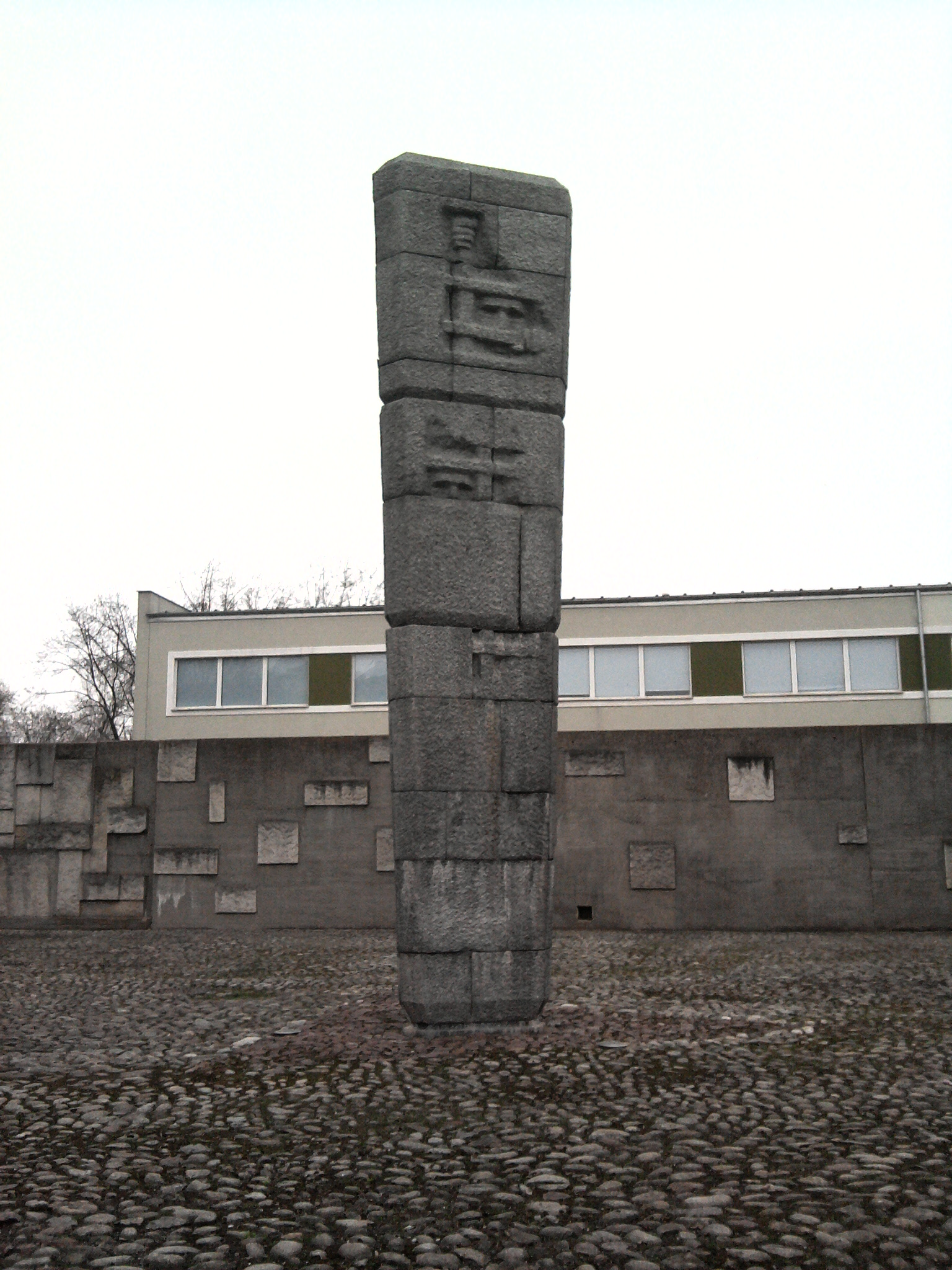
Obelisk na dziedzińcu Pawiaka w Warszawie

Do Warszawy powróciła 15 maja 1945 roku. Rozpoczęła studia na Wydziale Rzeźby w Akademii Sztuk Pięknych w Warszawie, gdzie uczyła się m.in. w pracowni Tadeusza Breyera. Studia ukończyła w 1954 roku. Do końca życia zajmowała się rzeźbą, pisała również wiersze.
Do najbardziej znanych dzieł i prac Zofii Pociłowskiej-Kann należą:
- sześć rzeźb znajdujących się w ekspozycji stałej Muzeum Więzienia Pawiak o tytułach: Krąg pamięci, Korczak, Droga zagłady, Ostatni taniec Chawy, Holocaust oraz U kresu,
- dwie rzeźby znajdujące się w polskim pawilonie muzeum obozu w Ravensbrück,
- obelisk ku czci ofiar Pawiaka w Warszawie,
- pomnik Powstańca Wielkopolskiego w Inowrocławiu,
- pomnik Bohaterom II Wojny Światowej we Włodawie,
- pomnik Pamięci rozstrzelanych w lesie sękocińskim,
- rzeźby w parku pałacu Tielschów koło Wałbrzycha.

Jej projekty pomników były nagradzane i wyróżniane – w 1951 artystka zdobyła wyróżnienie w ogólnopolskim konkursie na pomnik Oświęcim-Brzezinka, w 1961 – pierwszą nagrodę w konkursie na pomnik ku czci Pawiaka, w 1969 – wyróżnienie w międzynarodowym konkursie na pomnik chana Asparucha w Sofii. W 1966 zdobyła brązowy medal na I Festiwalu Sztuk Pięknych w Warszawie.
Wykonywała również prace konserwatorskie zabytków zgromadzonych w Wilanowie i na warszawskim Starym Mieście, w Kaplicy Firlejów w kościele św. Mikołaja w Bejscach oraz na cmentarzu żydowskim w Warszawie.
Jej pracownia mieściła się w kamienicy przy ul. Mostowej 16/18 lok. 50 w Warszawie.
Została pochowana na Powązkach Wojskowych w Warszawie (kwatera AII-10-4).

## Odznaczenia i pamięć

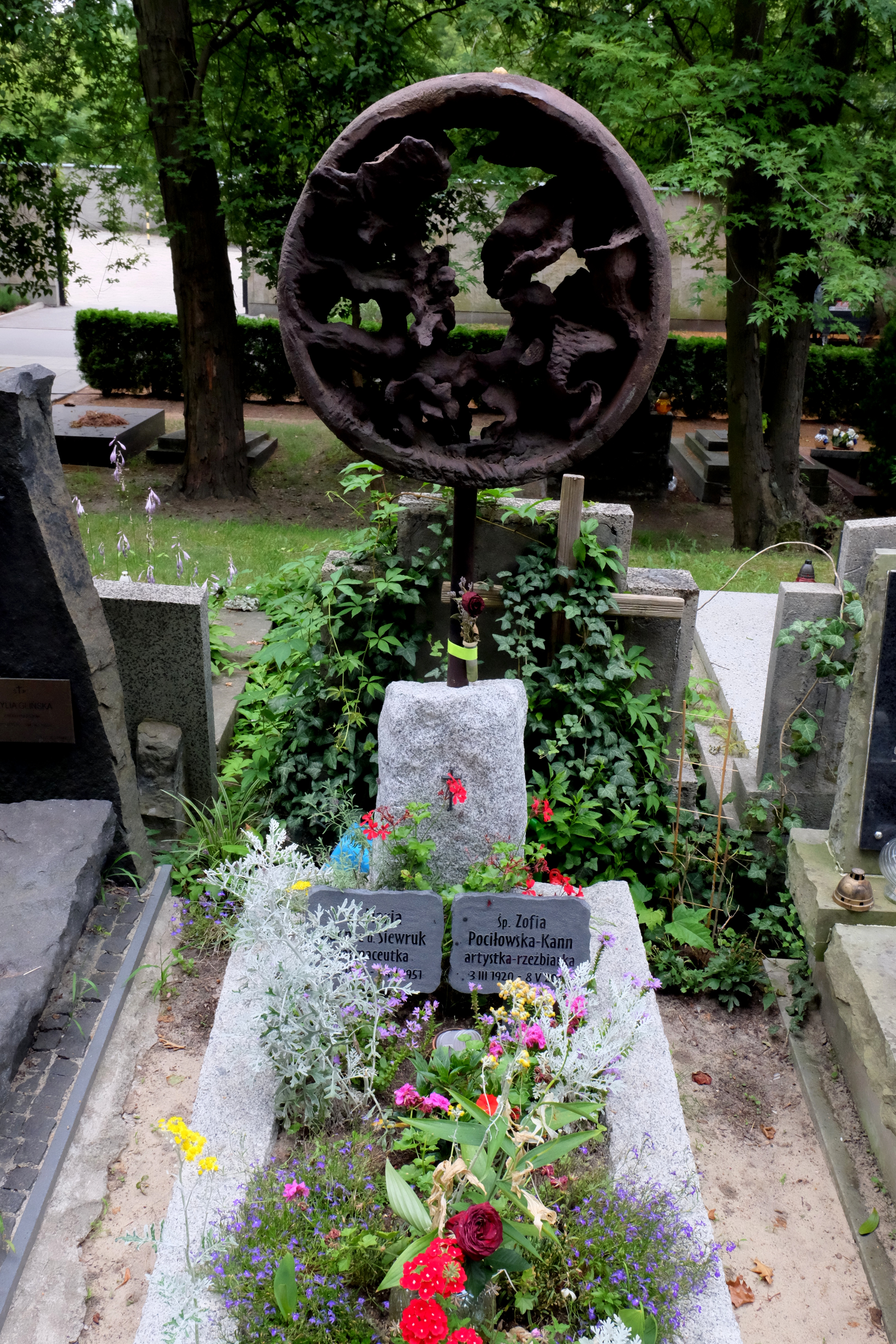
Grób Zofii Pociłowskiej-Kann na cmentarzu Wojskowym na Powązkach w Warszawie

W 2018 roku otrzymała medal „Pro Patria” w uznaniu szczególnych zasług w kultywowaniu pamięci o walce o niepodległość, nadany przez Urząd do Spraw Kombatantów i Osób Represjonowanych.
W 2019 roku otrzymała medal „Pro Masovia”, przyznawany osobom szczególnie zasłużonym dla województwa mazowieckiego.